# 勝沼 (青梅市)
勝沼（かつぬま）とは、東京都青梅市にある地名。現行行政地名は勝沼一丁目から勝沼三丁目。郵便番号は198-0041。

## 概要
市域中部に位置し、青梅駅と東青梅駅の中間に位置し、かつての青梅街道である東京都道28号青梅飯能線が東西を貫く。同街道沿いには商店街が形成されている。

## 地理
北側に青梅丘陵が位置する。

## 歴史
- 1872年(明治5年) - 乗願寺村より勝沼村に変更（大字勝沼の範囲）。
- 1889年(明治22年) - 青梅町・西分村・日向和田村と合併し、神奈川県西多摩郡青梅町が発足（青梅市の青梅地区の範囲）。
- 1893年（明治26年）4月1日 - 東京府へ移管。
- 1943年（昭和18年）7月1日 - 東京都制施行。
- 1951年（昭和26年）4月1日 - 霞村、調布村との合併により青梅市が発足。同日青梅町廃止。大字勝沼は青梅地区の一部となる。
- 1964年（昭和39年）11月 - 「東青梅地区区画整理事業」に伴い、勝沼の一部を東青梅に編成[5]。
- 1971年（昭和46年）7月 - 勝沼の区画再編により丁目が付される[6]。

## 世帯数と人口
2021年（令和3年）3月1日現在の世帯数と人口は以下の通りである。
| 町丁       | 世帯数  | 人口    |
| ---------- | ------- | ------- |
| 勝沼一丁目 | 265世帯 | 571人   |
| 勝沼二丁目 | 360世帯 | 713人   |
| 勝沼三丁目 | 289世帯 | 649人   |
| 計         | 914世帯 | 1,933人 |

## 小・中学校の学区
市立小・中学校に通う場合、学区は以下の通りとなる。
| 町名 | 小学校             | 中学校             |
| ---- | ------------------ | ------------------ |
| 全域 | 青梅市立第四小学校 | 青梅市立第一中学校 |

## 公共機関

### 消防
- 東京消防庁青梅消防署（青梅市師岡町）
  - 第一分団（青梅地区）[8]

### 郵便
- 青梅郵便局（青梅市東青梅）
  - 青梅勝沼郵便局

### 公園
- 永山公園
- 神宮前公園
- 勝沼2丁目児童遊園

## 経済

### 金融機関（預貯金取扱金融機関）
- 青梅信用金庫本店

### 通信
- NTT青梅

## 学校教育

### 幼稚園
- 聖母幼稚園

### 高等学校
- 東京都立青梅総合高等学校

## 社会教育

### 文化施設
- 永山ふれあいセンター（旧・青梅青年の家）

### 博物館
- 青梅鉄道公園記念館

### レクリエーション施設
- 風の子太陽の子広場

## 交通
- 東京都道28号青梅飯能線（旧青梅街道）
- 東京都道29号立川青梅線（奥多摩街道）

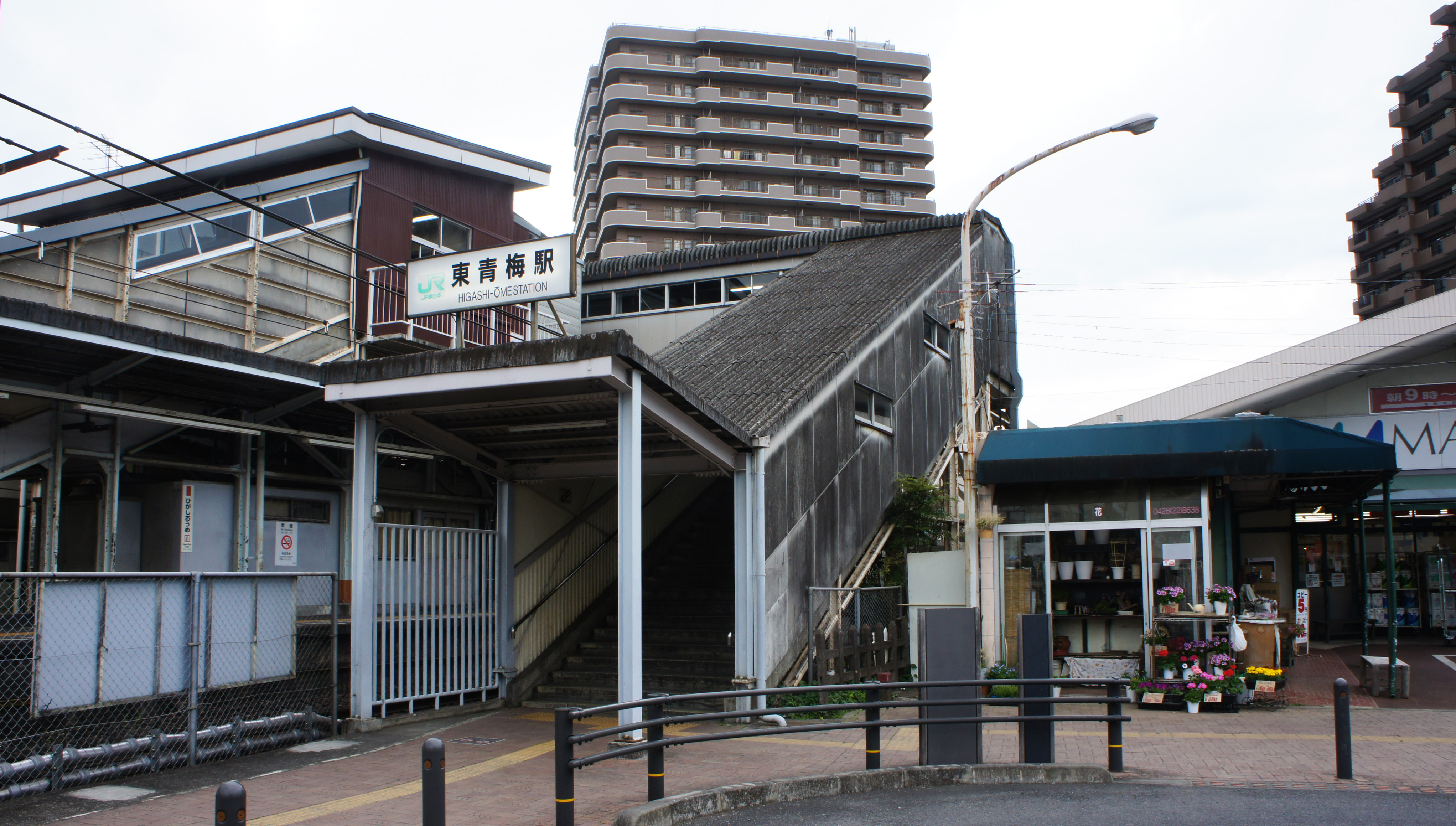
東青梅駅北口（2021年4月）

都営バスのバス路線があり、JR青梅線・青梅駅、東青梅駅、河辺駅へのアクセスも容易である。

## 社寺

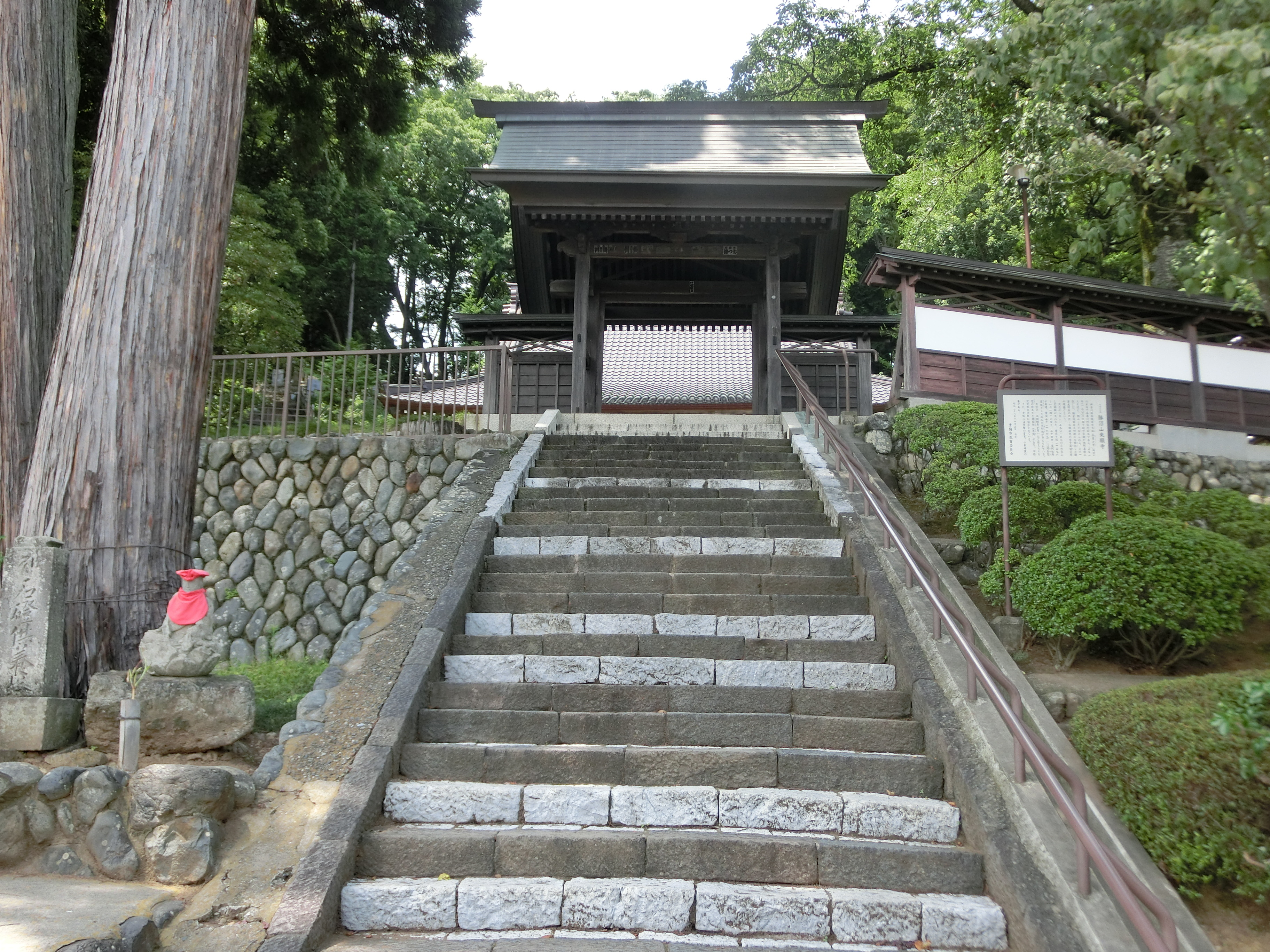
乗願寺

### 神社
- 勝沼神社
- 稲荷神社
- 太田稲神社

### 寺院
- 乗願寺